# Kylix rugifera
Kylix rugifera é uma espécie de gastrópode do gênero Kylix, pertencente a família Drilliidae.